# 鋸歯状腺腫症
鋸歯状腺腫症(きょしじょうせんしゅしょう、Serrated polyposis syndrome :SPS ) は、結腸及び直腸に複数の鋸歯状病変(SSL、TSA、過形成性ポリープ)が出現することを特徴とする疾患である。かつては過形成ポリポーシス症候群（Hyperplastic polyposis syndrome）と呼ばれていた。鋸歯状腺腫症は無症状であるが、大腸がんの発生リスクが高くなる。大腸がんの生涯発生リスクは 25〜40% である。鋸歯状腺腫症は大腸に発生する最も頻度の高いポリポーシス症候群であるが、系統的な長期モニタリングが不足しているため十分に解明されていない。診断には大腸内視鏡検査が必要であり、2つの基準のいずれかの存在によって定義される。
- S状結腸よりも近位の結腸(盲腸〜下行結腸)に5つ以上の鋸歯状病変が存在（すべての病変が大きさ5mm以上でそのうちの2つ以上の病変が大きさ10mm以上)
- 大きさに関係なく鋸歯状病変が大腸全体に20個以上分布し、そのうち5個以上がS状結腸よりも近位の結腸に存在。

鋸歯状腺腫症の家族歴および喫煙はこの疾患のリスクを上げるが、アスピリンや非ステロイド性抗炎症薬(NSAID) の使用はリスクを下げる。鋸歯状腺腫症において唯一検証された原因遺伝子はRNF43の変異であるが、その他の重要な遺伝子異常としてBRAF変異、 CpGアイランドメチル化形質、マイクロサテライト不安定性などが含まれる。しかし、この疾患患者のほとんどは関連する生殖細胞系列遺伝子変異を有していない。
鋸歯状腺腫症には、近位型と遠位型の2つのタイプがある。近位型鋸歯状腺腫症は遠位型鋸歯状腺腫症よりも大腸癌発症リスクが高い。
多くの場合、大腸内視鏡検査によるポリープの除去（ポリペクトミー）で管理可能である。  
大腸癌発症リスクを下げるためポリープ切除が推奨される。
大腸内視鏡検査は1〜3年ごとに繰り返し行うべきとされている。ポリープが非常に大きい場合、数が多い場合、または数が急激に増加している場合は、手術が必要になる場合もある。内視鏡切除不可能な大腸癌の存在が疑われる場合やそれが確認された場合は、外科的切除が必要になる場合もある。鋸歯状腺腫症患者の第一度近親者は大腸癌発症のリスクが高いため、大腸内視鏡検査による早期スクリーニングを受ける必要がある。